# Гомолітична дисоціація
Гомолітична дисоціація (рос. гомолитический распад, англ. homolytic dissociation) — розрив ковалентного зв'язку в молекулі з утворенням двох атомів або радикалів. Тобто, коли одинарний зв'язок між двома атомами в А–В розривається таким чином, що при кожному з атомів, А і В, залишається по одному зі зв'язуючих електронів.
Синонім — гомолітичний розрив зв'язку.